# Alekséi Voropáyev
Alekséi Voropáyev (Moscú, 23 de enero de 1973-Moscú, 5 de noviembre de 2006) fue un gimnasta artístico ruso, dos veces campeón olímpico en el concurso por equipos, en 1992 y 1996, campeón del mundo en 1991 igualmente en el concurso de equipos, y en 1992 en barras paralelas.

## Carrera deportiva
En el Mundial de Indianápolis 1991 gana la medalla de oro en el concurso por equipos —la Unión Soviética queda por delante de China (plata) y Alemania (bronce)—; sus cinco compañeros del equipo soviético fueron: Vitali Scherbo, Grigory Misutin, Valeri Liukin, Igor Korobchinsky y Valery Belenky.
En el Mundial de París 1992, representando al Equipo Unificado —ya que poco antes había desaparecido la Unión Soviéica— gana el oro en barras paralelas —empatado a puntos con el chino Li Jing—; poco después en los JJ. OO. de Barcelona gana el oro en el concurso por equipos —por delante de China (plata) y Japón (bronce)—; sus compañeros de equipo en esta ocasión eran: Valery Belenky, Igor Korobchinski, Grigory Misutin, Vitali Scherbo y Rustam Sharipov.
En el Mundial de Brisbane 1994, representando ahora a Rusia —ya que el Equipo Unificado desapareció en 1992—, gana la plata en la general individual, solo por detrás del bielorruso Ivan Ivankov.
En el Mundial de San Juan 1996 gana la plata en suelo —tras el bielorruso Vitali Scherbo—; poco después en los JJ. OO. de Atlanta logra el oro en la competición por equipos —por delante de China y Ucrania—; sus colegas del equipo ruso eran: Serguéi Járkov, Nikolái Kriúkov, Alekséi Nemov,
Yevgueni Podgorny, Dmitri Trush y Dmitri Vasilenko.
Por último, en el Mundial de Lausana 1997 gana el bronce en el concurso por equipos, tras China y Bielorrusia.